# 加藤軍司
加藤 軍司（かとう ぐんじ、1819年 - 1892年）は日本の柔術家である。気楽流13世師範。名は良正。12世菅沼勇輔良金の弟子。

## 経歴
武蔵国秩父郡吉田村（現在の埼玉県秩父郡横瀬町）生まれ。勅使河原軍司、加藤七太郎の養子となる。武蔵野国棒沢郡の気楽流12世　菅沼勇輔に父、勅使河原仁兵衛珍輝とともに師事して気楽流を学ぶ。町田五郎右衛門広林（13世）らとともに、横瀬村にて同流を広め、加藤は、英武館を開き、のちに群馬縣緑埜郡藤岡にも道場を開く。　
その高弟には、英武館を継いだ町田為之助良則（14世）、加藤武市、弘武館を開いた本橋惣五郎満之（14世）、加藤折之助、黒沢安吾らがいる。　
同村に複数の道場があったことから、切磋琢磨交流し、同流を盛隆をもたらした。
　また、天保年間には、捕り方20余名に追われて同村に逃げ込んだ盗賊を捕縛するなど活躍したほか、同村の領主である忍藩　松平下総守が新政府側についたことに従い、甲州に逃走する戊辰戦争の旧幕府軍の敗残兵7名を捕縛するなどした。